# Янгихаят (Кашкадарьинская область)
Янгихаят (узб. Yangihayot / Янгиҳаёт) — посёлок городского типа, расположенный на территории Каршинского района Кашкадарьинской области Республики Узбекистан.

Статус посёлка городского типа с 2009 года.